# Гохо
Го́хо (Agriornis) — рід горобцеподібних птахів родини тиранових (Tyrannidae). Представники цього роду мешкають в Південній Америці.

## Опис
Гохо є одними з найбільших представників родини тиранових, середня довжина їх тіла становить 16-28 см. Вони мають тьмяне, коричнювате або сірувате забарвлення. Гохо великий є найбільшим представником своєї родини, його середня довжина становить 29 см, а вага — 99,2 г.
Гохо мешкають на рівнинах і високогір'ях Анд і Патагонії. 

## Таксономія і систематика
Молекулярно-генетичне дослідження, проведене Телло та іншими в 2009 році дозволило дослідникам краще зрозуміти філогенію родини тиранових. Згідно із запропонованою ними класифікацією, рід Гохо (Agriornis) належить до родини тиранових (Tyrannidae), підродини Віюдитиних (Fluvicolinae) і триби Монжитових (Xolmiini). До цієї триби систематики відносять також роди Негрито (Lessonia), Смолик (Hymenops), Дормілон (Muscisaxicola), Сатрапа (Satrapa), Монжита (Xolmis), Сивоголовий кіптявник (Cnemarchus), Ада (Knipolegus), Пепоаза (Neoxolmis) і Кіптявник (Myiotheretes).

### Види
Виділяють п'ять видів:
- Гохо гірський, (Agriornis montanus)
- Гохо малий, (Agriornis murinus)
- Гохо білохвостий, (Agriornis albicauda)
- Гохо світлочеревий, (Agriornis micropterus)
- Гохо великий, (Agriornis lividus)

## Етимологія
Наукова назва роду Agriornis походить від сполучення слів дав.-гр. αγριος — дикий, лютий і ορνις — птах.